# Whittingham, Northumberland
Whittingham är en ort och civil parish i Storbritannien.   Den ligger i grevskapet och kommunen Northumberland i riksdelen England, i den centrala delen av landet, 400 km norr om huvudstaden London. Whittingham ligger 136 meter över havet och antalet invånare är 525.
Terrängen runt Whittingham är platt österut, men västerut är den kuperad. Runt Whittingham är det ganska glesbefolkat, med 29 invånare per kvadratkilometer. Närmaste större samhälle är Alnwick, 11,7 km öster om Whittingham. I omgivningarna runt Whittingham växer i huvudsak blandskog.